# Louis Moolman
Louis Christiaan Moolman, né le 21 janvier 1951 à Pretoria (Afrique du Sud) et décédé le 10 février 2006 à Kempton Park (Afrique du Sud), est un ancien joueur de rugby à XV sud-africain qui a joué avec l'équipe d'Afrique du Sud. Il jouait au poste de troisième ligne aile (1,95 m pour 111 kg).

## Biographie
Il a effectué son premier test match avec les Springboks le 27 août 1977 à l’occasion d’un match contre un XV mondial. Son dernier test match a été effectué contre les cavaliers de Nouvelle-Zélande, le 31 mai 1986.
Il effectue toute sa carrière sous les couleurs de la province du Northern Transvaal.

## Palmarès
- 24 sélections avec l'équipe d'Afrique du Sud
- Sélections par années : 1 en 1977, 9 en 1980, 6 en 1981, 2 en 1982, 2 en 1984, 4 en 1986